# Endre Botka
Endre Botka, född 25 augusti 1994, är en ungersk fotbollsspelare som spelar för Ferencváros. Han representerar även det ungerska landslaget.